# Падение дома Ашеров (фильм, 1928, США)
«Паде́ние до́ма А́шеров» (англ. The Fall of the House of Usher) — короткометражный немой фильм ужасов 1928 года, экранизация одноимённого рассказа Эдгара Аллана По. Сорежиссёрами выступили Джеймс Сибли Уотсон и Мелвилл Уэббер, роли исполнили Герберт Стерн, Хильдегард Стерн и Мелвилл Уэббер (который также написал сценарий). В фильме рассказывается история брата и сестры, которые живут под действием семейного проклятия. Экспериментальный авангардный фильм продолжительностью 13 минут с преобладанием визуальной составляющей, в том числе съёмкой через призмы для создания странных оптических иллюзий. В фильме нет диалогов, хотя в одном из эпизодов видны перемещающиеся в воздухе буквы.
Музыкальное сопровождение в 1959 году для фильма написал друг режиссёра, композитор Алек Уайлдер. Его партитура 1959 года была его второй версией (после партитуры для духовых и ударных инструментов, которую он написал ещё в 1929 году), и он сочинил её для записи New York Woodwind Quintet и перкуссиониста под руководством Леона Барзина. Фильм и данная партитура позже были синхронизированы Джеймсом Сибли Уотсоном, и именно эта версия была выбрана для помещения в Национальный реестр фильмов в 2000 году.

## Сюжет
Путешественник прибывает в пустынный особняк Ашеров, в котором замечает, что брат и сестра, Родерик и Мэделайн Ашеры, живут под таинственным семейным проклятием: чувства Родерика стали мучительно острыми, в то время как Мэделайн продолжает постоянно слабеть. Когда она, по-видимому, умирает, Родерик хоронит её в семейном склепе, не зная, что она была в кататоническом состоянии. Очнувшись в гробу и понимая, что похоронена заживо, она погружается в безумие и решает отомстить.

## В ролях
- Герберт Стерн — Родерик Ашер
- Хильдегард Уотсон — Мэдилайн Уотсон
- Мелвилл Уэббер — путешественник
- Фридрих Хаак
- Доротеа Хаус[1]

## Критический приём и признание
Историк кино Трой Ховарт комментирует: «использование наложений, наклонных углов и кадров, снятых в движении, дают в сочетании ощущения бреда… <фильм> отбрасывает любые претензии на сюжет и персонажей, фокусируясь вместо этого на показе экспрессионистских визуальных эффектов. У актёров мало возможностей для того, чтобы показать себя, и в конечном счёте фильм является незначительным в изучении творчества Эдгара Аллана По».
В 2000 году лента была выбрана Национальным реестром фильмов для хранения в Библиотеке Конгресса как «культурно, исторически и эстетически значимый».